# Zemljani (2005.)
Zemljani (eng. Earthlings) - višestruko nagrađivani dokumentarni film snimljen 2005. čiji je scenarist, producent i redatelj Shaun Monson u koprodukciji s Persiom White. Narator u filmu je holivudski glumac i aktivist za životinjska prava Joaquin Phoenix. Originalnu glazbu za film Zemljani potpisuje glazbenik i aktivist Moby.
Film je šokantni prikaz bešćutnog odnosa ljudi prema životinjama, svega onoga što se zbiva iza zatvorenih vrata, daleko od očiju javnosti. Ne preporučuje se mlađima od 16 godina.

## Sažetak
Film Zemljani je dokumentarac o industrijskom uzgoju životinja i ovisnosti čovječanstva o životinjama radi hrane, odjeće, razonode i korištenja u eksperimentima.
Temeljito provjeravajući trgovine kućnim ljubimcima, uzgajivače pasa, skloništa za životinje, kao i stočarska gospodarstva, obrte za preradu kože i krzna, pojedina sportska društva, svijet zabave i naposljetku medicinsku i znanstvenu struku, film Zemljani koristi skrivene kamere i snimke da bi zabilježio svakodnevnu praksu u gospodarskim granama koje su među najvećima u svijetu, a koriste se životinjama radi zarade.

## Produkcija
Film Zemljani se stvarao 5 godina. Ono što je započelo kao niz priopćenja za javnost o kastriranju kućnih ljubimaca, razvilo se u dugometražni film o svim važnim pitanjima koja se tiču životinja. Scenarist i redatelj Shaun Monson započeo je rad snimanjem u skloništima za životinje u Los Angelesu, Long Beachu i Hollywoodu. Snimke su ubrzo objavljene, a njegov interes se proširio na druga područja poput hrane i znanstvenih istraživanja. Vremenom je od raznih udruga za životinjska prava prikupio snimljeni materijal i počeo ga uređivati.
Napredak je bio spor. Kako su snimke pristizale, Phoenixova naracija je bila dosnimavana i glazbena podloga dodavana. Uz svu Mobyjevu glazbu, ponešto je snimljeno posebno za film. Godine 2005., film Zemljani je premijerno prikazan na Artivist Film Festivalu (gdje je dobio nagradu za najbolji dokumentarac), nakon kojeg je slijedio Bostonski međunarodni filmski festival (nagrada za najbolju tematiku), i nedavno San Diego Film Festival (nagrada za najbolji dokumentarac, kao i humanitarno priznanje Joaquinu Phoenixu za njegov rad na filmu).
Phoenix je dao komentar na film: "Od svih filmova koje sam ikad napravio, o ovome ljudi najviše govore. Svaka osoba koja vidi Zemljane reći će trojici."

## Vanjske poveznice
- Službena stranica  Arhivirana inačica izvorne stranice od 27. srpnja 2018. (Wayback Machine)
- Zemljani u internetskoj bazi filmova IMDb-a
- Biljke..životinje..ljudi..veganstvo..ekologija..
- Organizacija odgovorna za "Zemljane"